# Guba (geologija)
V strukturni geologiji je guba kup prvotno ravnih površin, kot so sedimentne plasti, ki so upognjene ali ukrivljene med trajno deformacijo. Gube v kamninah se razlikujejo po velikosti od mikroskopskih gub do gub v velikosti gore. Pojavijo se kot posamezne izolirane gube ali v periodičnih sklopih (znanih kot vlaki gub). Sinsedimentne gube so tiste, ki nastanejo med sedimentnim odlaganjem.
Gube nastajajo pod različnimi pogoji napetosti, pornega tlaka in temperaturnega gradienta, kar dokazuje njihova prisotnost v mehkih sedimentih, celotnem spektru metamorfnih kamnin in celo kot primarne strukture toka v nekaterih magmatskih kamninah. Niz gub, razporejenih na regionalni ravni, sestavlja pas gub, ki je skupna značilnost orogenih con. Gube običajno nastanejo s krajšanjem obstoječih plasti, lahko pa nastanejo tudi kot posledica premika na neravninskem prelomu (prelomna upogibna guba), na konici razširjajočega se preloma (prelomna propagacijska guba), z diferencialnim zbijanjem ali zaradi na učinke vdora magmatskih plinov na visoki ravni, npr. nad lakolitom.

## Terminologija
Pregibni tečaj je črta, ki povezuje točke največje ukrivljenosti na prepognjeni površini. Ta linija je lahko ravna ali ukrivljena. Za to funkcijo je bil uporabljen tudi izraz tečajna linija.
Površino gube, gledano pravokotno na njeno smer skrajšanja, lahko razdelimo na dele tečajev in okončin, kraki so boki gube, cona tečaja pa je kraj, kjer se kraki stekajo. Znotraj tečajnega območja leži tečajna točka, ki je točka najmanjšega polmera ukrivljenosti (največje ukrivljenosti) gube. Greben gube predstavlja najvišjo točko površine gube, medtem ko je korito najnižja točka. Prevojna točka gube je točka na kraku, kjer se konkavnost obrne; na pravilnih gubah je to sredina okončine.
Aksialna ploskev je definirana kot ravnina, ki povezuje vse zgibne črte zloženih prepognjenih ploskev. Če je aksialna ploskev ravna, jo imenujemo aksialna ploskev in jo lahko opišemo z nagibom in padcem.
Gube imajo lahko os gube. Os gube je »najbližji približek ravni črti, ki, ko se premakne vzporedno sama s seboj, ustvari obliko gube« Ramsay 1967. Guba, ki jo lahko ustvari os gube, se imenuje cilindrična guba. Ta izraz je bil razširjen tako, da vključuje skoraj cilindrične gube. Pogosto je pregibna os enaka liniji tečaja.

## Tipi gub
Obstaja več načinov za razvrščanje gub, najpogostejši pa so tisti, ki so povezani z načinom usmerjanja glavnih elementov. Osna ravnina, os in kot med bokoma so tista, ki razlikujejo med enim in drugim tipom pregiba.
Glede na obliko ločimo:
- Antiklinala: linearna, plasti običajno padajo stran od aksialnega središča, najstarejše plasti v središču ne glede na orientacijo.
- Sinklinala: linearna, plasti običajno padajo proti aksialnemu središču, najmlajše plasti v središču, ne glede na orientacijo.
- Antiforma: linearna, plasti segajo stran od aksialnega središča, starost neznana ali obrnjena.
- Sinforma: linearna, plasti padajo proti aksialnemu središču, starost neznana ali obrnjena.
- Monoklina: linearna, plasti padajo v eni smeri med vodoravnimi plastmi na vsaki strani.
- Ležeča: linearna, aksialna ravnina gube je usmerjena pod nizkim kotom, kar ima za posledico prevrnjene plasti v enem kraku gube.

Pogosto uporabljana klasifikacija je tista, ki uporablja kot med okončinami. Poznamo:
- Slabo upognjen, interlimbalni kot večji od 120 °
- Odprti pregib, interlimbalni kot 70 ° do 120 °
- Zavitje, 30 ° do 70 ° interlimbalni kot
- Ozek pregib, 10 ° do 30 ° interlimbalni kot
- Izoklinična guba, interlimbalni kot = 0 °

### Drugo
- Kupola: nelinearna, plasti segajo stran od središča v vse smeri, najstarejše plasti v sredini.
- Bazen: nelinearen, plasti padajo proti sredini v vseh smereh, najmlajše plasti v sredini.
- Chevron: kotna guba z ravnimi kraki in majhnimi tečaji
- Padec: tipično monoklinalen, rezultat diferencialne stiskanja ali raztapljanja med sedimentacijo in litifikacijo.
- Ptigmatična: gube so kaotične, naključne in nepovezane. Značilno za gubanje sedimentnega udrga, migmatita in cone ločevanja dekolementa.
- Parazitske: kratkovalovne gube, ki nastanejo znotraj strukture gube z večjo valovno dolžino – običajno povezane z razlikami v debelini postelje[5]
- Disharmonično: gube v sosednjih plasteh z različnimi valovnimi dolžinami in oblikami

(Homoklina vključuje strmoglavljenje plasti v isto smer, čeprav ni nujno gubanje.)